# 正始 (北燕)
正始（せいし）は、五胡十六国時代、北燕（または後燕）の君主高雲（慕容雲）の治世で使用された元号。407年7月 - 409年10月。
高雲は北燕の君主とされるが、後燕の最後の君主とする説も存在する。

## 西暦・干支との対照表
| 正始 | 元年  | 2年   | 3年   |
| 西暦 | 407年 | 408年 | 409年 |
| 干支 | 丁未  | 戊申  | 己酉  |